# Ahosaari (ö i Birkaland)
Ahosaari är en liten ö i sjön Kukkia i Pälkäne kommun i Birkaland i Finland. Öns area är 0,8 hektar och dess största längd är 180 meter i sydöst-nordvästlig riktning.
Paret Hella och Sulo Wuolijoki tillbringade somrarna på Ahosaari, sommaren 1914 tillsammans med Eino Leino som bedårades av ön och skrev diktsamlingen Elämän koreus där.